# Shaoyang
Shaoyang (邵阳; pinyin: Shàoyáng) è una Città-prefettura della provincia cinese dell'Hunan.

## Suddivisioni amministrative
- Distretto di Beita
- Distretto di Daxiang
- Distretto di Shuangqing
- Wugang
- Contea autonoma miao di Chengbu
- Contea di Dongku
- Contea di Longhui
- Contea di Shaodong
- Contea di Shaoyang
- Contea di Suining
- Contea di Xinning
- Contea di Xinshao